# Repozitář vědeckých prací
V prostředí Internetu je dnes již obrovské množství institucionálních repozitářů nebo vydavatelských archivů. Informace o takových digitálních úložištích shromažďují například Registr repozitářů s otevřeným přístupem (ROAR – Registry of Open Access Repositories), ve kterém najdeme záznamy o více než 2699 repozitářích. Dále Adresář repozitářů s otevřeným přístupem (Open DOAR – The Directory of Open Access Repositories), ve kterém najdeme seznam více než 2170 záznamů o těchto úložištích. V České republice je celkem sedm repozitářů.
Patří mezi ně:
- DML-CZ (Czech digital mathematics library),
- Digitální repozitář (National Repositury of Grey Literature),
- Digital Library of the University of Pardubice
- DSpace na VŠB-TUO
- INFORUM 2006 – Proceedings
- dKNAV (Czech Academy of Sciences)

## Repozitář.cz
Systém repozitar.cz je vyvíjen na Masarykově univerzitě od roku 2010, kdy univerzita podepsala Berlínskou deklaraci a tím podpořila hnutí otevřeného přístupu. Díky tomu se problematika přístupu k vědeckým publikacím dostala i do Dlouhodobého záměru MU 2011–2015. Důležitou složkou, aby tento systém mohl vzniknout, bylo spuštění rozvojového projektu Meziuniverzitní síť technických a metodických opatření na ochranu proti plagiátorství v únoru 2011 Ministerstvem školství, mládeže a tělovýchovy.
Repozitar.cz je národní integrovaný systém, jenž navazuje na již vzniklé systémy a to theses.cz a odevzdej.cz. V rámci těchto tří systémů bude propojen veškerý obsah[kdy?] a tím se usnadní vyhledávání plagiátů. Systém bude sloužit k publikování odborných textů, které budou také ověřovány na svou originalitu. V rámci repozitáře se budou tyto texty dlouhodobě archivovat a také se bude vědecko-výzkumná činnost vykazovat do RIVu (Rejstřík informací o výsledcích), čímž bychom mohli přispět ke zvýšení podpory výzkumu a vývoje.
Do projektu vývoje institucionálního repozitáže je zapojeno 15 univerzit – Česká zemědělská univerzita v Praze, Janáčkova akademie múzických umění v Brně, Jihočeská univerzita v Českých Budějovicích, Masarykova univerzita, Ostravská univerzita v Ostravě, Slezská univerzita v Opavě, Technická univerzita v Liberci, Univerzita Jana Evangelisty Purkyně v Ústí nad Labem, Univerzita Karlova v Praze,
Univerzita Palackého v Olomouci, Vysoká škola báňská – Technická univerzita Ostrava, Vysoká škola ekonomická v Praze, Vysoká škola polytechnická Jihlava, Vysoká škola technická a ekonomická v Českých Budějovicích a Západočeská univerzita v Plzni.
S vývojem repozitáře se váže i použití licencí Creative Commons Creative Commons a problematika vědeckého publikování v režimu Open Access Open Access.

## Legislativa v České republice
Rada pro výzkum, vývoj a inovace je odborným orgánem vlády České republiky. Činnost Rady je upravena zákonem č.130/2002 Sb. o podpoře výzkumu, experimentálního vývoje a inovací z veřejných prostředků a o změně některých souvisejících zákonů. Ministerstvo školství, mládeže a tělovýchovy odporuje vysokoškolský výzkum a také je odpovědné za mezinárodní komunikaci a spolupráci v oblasti vědy a výzkumu. V zákonech jsou definovány především druhy poskytované podpory, vymezení kompetencí poskytovatelů a dalších účastníků procesu podpory vědy a výzkumu. Ustanovena je také spoluúčast na financování mezinárodních projektů.
Zaměřujeme se na Repozitář.cz, vyvíjen na Masarykově univerzitě, proto je důležitá i její legislativa. Masarykova univerzita vydala v srpnu 2011 směrnici, která se vztahuje na díla publikovaná od 1. ledna 2012. Předmětem Směrnice MU č. 7/2011 Repozitář zaměstnaneckých děl je upravení způsobu shromažďování a archivace publikovaných zaměstnaneckých děl na Masarykově univerzitě). Publikovaná zaměstnanecká díla se shromažďují prostřednictvím Repozitáře zaměstnaneckých děl Informačního systému IS MU, který univerzita zřizuje z důvodu zájmu na zodpovědném vykonávání majetkových práv k těmto dílům. V dalších článcích je jasně určeno zaměstnanecké dílo, na které se tato směrnice stahuje, dále práva a povinnosti zaměstnanců MU. Do těchto práv patří také, že zaměstnanec může do repozitáře uložit svá díla vzniklá ještě před nabytím účinnosti této směrnice. O kontrolu dodržování publikační činnosti dle této směrnice se stará prorektor, jehož svěřenou oblastí je právě ta publikační.